# Crónica teatral y artística
Crònica teatral y artística: revista semanal literaria de espectáculos y bellas artes va ser una revista setmanal literària d'espectacles i belles arts, estava escrita en castellà i va ser creada el 1897. Fundada per Timoteo Susany Maymir i administrada per Sebastià Junyer, la primera publicació va ser l'11 de gener del 1897. Els butlletins es publicaven setmanalment i estaven composts per 16 pàgines 

## Història
La revista va ser creada a Barcelona, als baixos de l'oficina Balmes 100. L'objectiu d'aquesta era entretenir i informar, es publicaven espais molt diferents: notícies, poemes, ressenyes, fotografies del moment i dates informatives dels pròxims esdeveniments artístics.

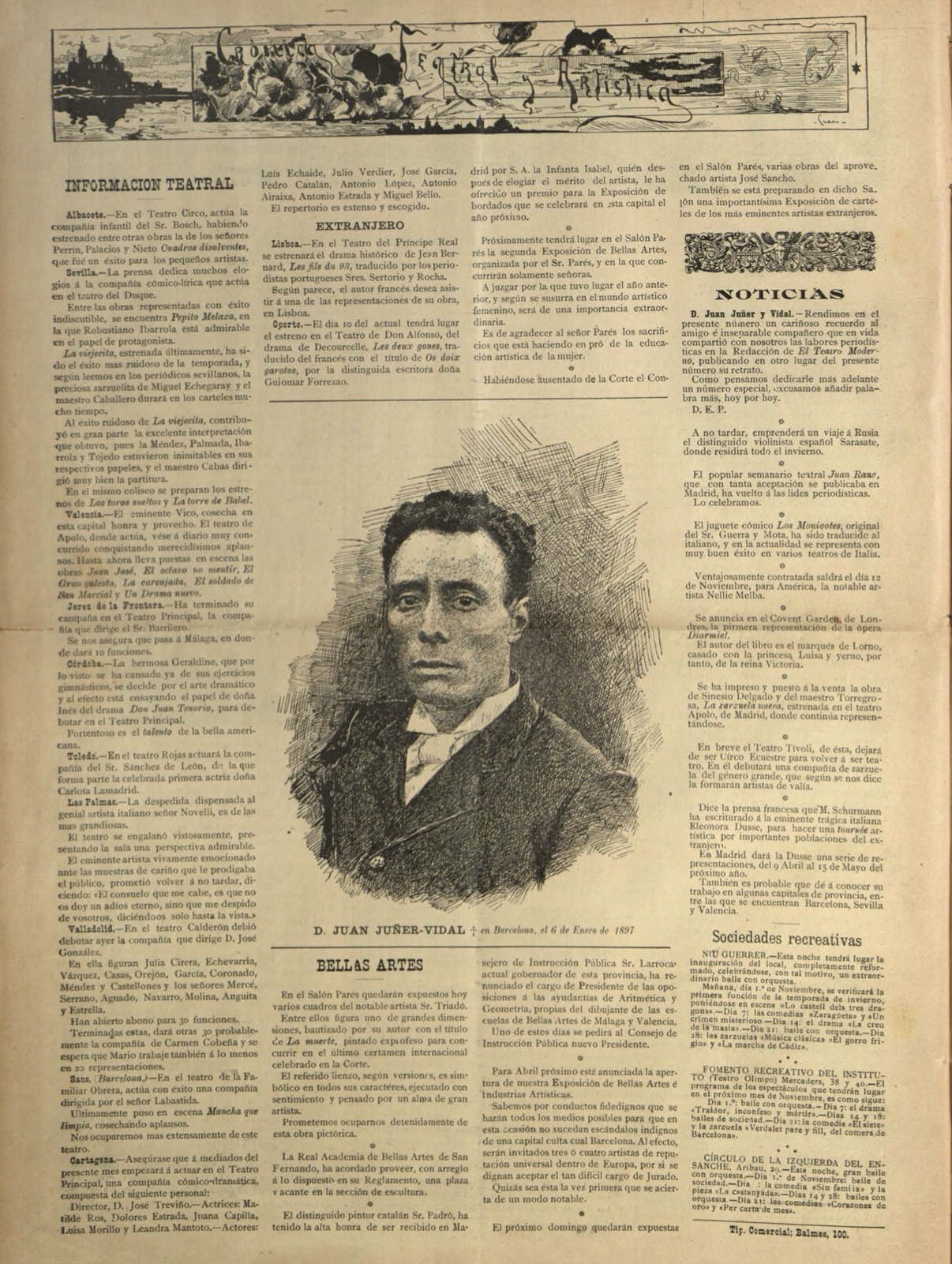
Foto de la revista Crónica teatral y artística : revista semanal literaria de espectáculos y bellas artes

Es van publicar 10 edicions en total de la crònica, des de l'11 de gener de 1897, fins al 16 de gener del 1898. El setmanari es comprava als quioscs de la ciutat cada diumenge.
La compra del magazín era possible a tot Espanya, el preu de la revista era de 10 cèntims. Pels que volien ser subscriptors el preu variava: 2 cèntims per trimestre si el pagament era per avançat, dos cèntims i mig si la subscripció era fora de la província de Barcelona i quatre cèntims per les colònies d'Ultramar.
A més a més, els subscriptors rebien un regal de Cap d'Any, la revista enquadernada amb una planxa de tela a la primera pàgina.
Els propòsits d'aquesta revista dominical era la crítica teatral i artística amb vista objectiva, amb raonaments convincents i arguments basats en les regles de l'art. També es visibilitzaven joves que acabaven de començar al món de l'art.

## Context històric
La revista es va desenvolupar durant els inicis de la Restauració Borbònica a Espanya, que va durar del 1874 al 1931,el poder el tenia Maria Cristina, que va exercir la regència durant la minoria d'edat del seu fill, el rei Alfons XIII des de 1885 fins a 1902. També situem el butlletí a l'època de la Guerra de la Independència de Cuba amb datació del 1895 fins al 1898.

## Evolució
La primera publicació va ser l'onze de gener de l'any 1897 i comptava de 16 butlletins. El format de la revista no va variar fins al 12 de maig de 1897, on la redacció anunciava als lectors la millora de la revista: la prolongació dels textos de cada pàgina, un format més elegant que l'anterior i els subscriptors serien premiats cada any amb una tela de planxa daurada per l'enquadernació de la revista. L'última publicació va ser el 16 de gener del 1898, una setmana després de la mort de Sebastià Junyer, editor de la revista i íntim amic del director.

## Personal
Director: Timoteu Susany Maymir 
Administrador: Sebastià Junyer
Colaboradors: Emilia Pardo Bazán, José Echegaray, Leopoldo Alas, Benito Perez Galdós.